# Celles-sur-Aisne
Celles-sur-Aisne és un municipi francès situat al departament de l'Aisne i a la regió dels Alts de França. L'any 2007 tenia 250 habitants.

## Demografia

### Població
El 2007 la població de fet de Celles-sur-Aisne era de 250 persones. Hi havia 82 famílies de les quals 16 eren unipersonals (8 homes vivint sols i 8 dones vivint soles), 31 parelles sense fills i 35 parelles amb fills.
La població ha evolucionat segons el següent gràfic:
Habitants censats

### Habitatges
El 2007 hi havia 107 habitatges, 90 eren l'habitatge principal de la família, 7 eren segones residències i 10 estaven desocupats. 104 eren cases i 2 eren apartaments. Dels 90 habitatges principals, 71 estaven ocupats pels seus propietaris, 15 estaven llogats i ocupats pels llogaters i 5 estaven cedits a títol gratuït; 5 tenien dues cambres, 11 en tenien tres, 34 en tenien quatre i 40 en tenien cinc o més. 68 habitatges disposaven pel capbaix d'una plaça de pàrquing. A 38 habitatges hi havia un automòbil i a 48 n'hi havia dos o més.

### Piràmide de població
La piràmide de població per edats i sexe el 2009 era:
| Homes | Edats   | Dones |
| ----- | ------- | ----- |
| 0     | 95 o +  | 0     |
| 4     | 90 a 94 | 0     |
| 0     | 85 a 89 | 0     |
| 0     | 80 a 84 | 0     |
| 0     | 75 a 79 | 4     |
| 4     | 70 a 74 | 8     |
| 8     | 65 a 69 | 4     |
| 0     | 60 a 64 | 0     |
| 4     | 55 a 59 | 0     |
| 0     | 50 a 54 | 8     |
| 12    | 45 a 49 | 12    |
| 4     | 40 a 44 | 0     |
| 0     | 35 a 39 | 4     |
| 8     | 30 a 34 | 12    |
| 8     | 25 a 29 | 16    |
| 4     | 20 a 24 | 0     |
| 0     | 15 a 19 | 4     |
| 20    | 10 a 14 | 0     |
| 8     | 5 a 9   | 4     |
| 4     | 0 a 4   | 16    |

## Economia
El 2007 la població en edat de treballar era de 167 persones, 124 eren actives i 43 eren inactives. De les 124 persones actives 111 estaven ocupades (66 homes i 45 dones) i 14 estaven aturades (9 homes i 5 dones). De les 43 persones inactives 10 estaven jubilades, 14 estaven estudiant i 19 estaven classificades com a «altres inactius».

### Ingressos
El 2009 a Celles-sur-Aisne hi havia 95 unitats fiscals que integraven 247 persones, la mediana anual d'ingressos fiscals per persona era de 16.585 €.

### Activitats econòmiques
Dels 3 establiments que hi havia el 2007, 1 era d'una empresa de construcció, 1 d'una empresa de comerç i reparació d'automòbils i 1 d'una empresa de transport.
L'any 2000 a Celles-sur-Aisne hi havia 4 explotacions agrícoles.

## Poblacions més properes
El següent diagrama mostra les poblacions més properes.